# Municipio de Milton (Indiana)
El municipio de Milton (en inglés: Milton Township) es un municipio ubicado en el condado de Jefferson en el estado estadounidense de Indiana. En el año 2010 tenía una población de 896 habitantes y una densidad poblacional de 9,86 personas por km².

## Geografía
El municipio de Milton se encuentra ubicado en las coordenadas 38°47′6″N 85°14′28″O / 38.78500, -85.24111. Según la Oficina del Censo de los Estados Unidos, el municipio tiene una superficie total de 90.84 km², de la cual 89,55 km² corresponden a tierra firme y (1,42 %) 1,29 km² es agua.

## Demografía
Según el censo de 2010, había 896 personas residiendo en el municipio de Milton. La densidad de población era de 9,86 hab./km². De los 896 habitantes, el municipio de Milton estaba compuesto por el 99 % blancos, el 0,11 % eran afroamericanos, el 0,22 % eran amerindios, el 0,11 % eran asiáticos, el 0,11 % eran de otras razas y el 0,45 % eran de una mezcla de razas. Del total de la población el 0,89 % eran hispanos o latinos de cualquier raza.